# 徐集乡 (固始县)
徐集乡，是中华人民共和国河南省信阳市固始县下辖的一个乡镇级行政单位。

## 行政区划
徐集乡下辖以下地区：
徐集社区、徐集村、王脑村、马寨村、白羊村、八庙村、吴庙村、赵岗村、郭洼村、顺河村、古城村、花集村、花棚村、堰沟村、季楼村、沈岗村、文塔村和贾庙村。